# Lessing-Akademie
Die Lessing-Akademie e. V. in Wolfenbüttel dient als gemeinnütziger Verein in erster Linie der Erforschung von Werk und Leben Lessings und seiner Zeit, der Aufklärungsepoche. Sie hat ihren Sitz in der Herzog August Bibliothek.
Die Akademie wurde 1971 am Ort der letzten Arbeitsstätte Lessings gegründet. Gründungsmitglieder waren unter anderen Paul Raabe und der erste Präsident Max Plaut.

## Ziele und Wirken
Die Akademie hat das Ziel, „dem geistigen Erbe Lessings und der deutschen Aufklärung eine Stätte der Forschung, der Dokumentation und der Fortentwicklung zu schaffen“. Ein weiterer Schwerpunkt ist „die Sozial- und Kulturgeschichte des deutschen Judentums, besonders im 18. und 19. Jahrhundert“. Zugleich soll „der Gedanke der Toleranz und der Humanität im Bewusstsein der Öffentlichkeit“ wachgehalten werden (Zitate aus Selbstdarstellung).
Das Wirken der Lessing-Akademie, als deren Generalsekretär ab 1980 der Jurist Willi Thiele tätig war, stellt sich der Öffentlichkeit dar in Form von wissenschaftlichen Konferenzen, Vorträgen und Ausstellungen sowie durch die Herausgabe von Publikationen, digitalen Editionen wie den Übersetzungen Lessings oder der Dokumentation zeitgenössischer Wirkungszeugnisse von 1750 bis 1800.
Gemeinsam mit der Braunschweigischen Stiftung verleiht sie außerdem seit dem Jahr 2000 den Lessing-Preis für Kritik.

## Publikationen
Neben einzelnen Publikationen erscheinen als Periodika:
- Wolfenbütteler Studien zur Aufklärung:  Von 1974  bis 2010 erschienen 32 Bände.
- Kleine Schriften zur Aufklärung: Von 1988 bis 2012 erschienen 18 Bände.
- Hebräische Beiträge zur Wissenschaft des Judentums deutsch angezeigt: Seit 1985 kamen sechs Jahrgangsbände heraus.
- Lessing-Preis für Kritik: Dokumentation der Preisvergaben seit dem Jahr 2000.
- Wolfenbütteler Vortragsmanuskripte: seit 2005 erschienen 26 Hefte.
- Wolfenbüttel, Schloßplatz 2: seit 2012 erschienen 3 Bände.